# Veículo aéreo não tripulado de grande autonomia e média altitude

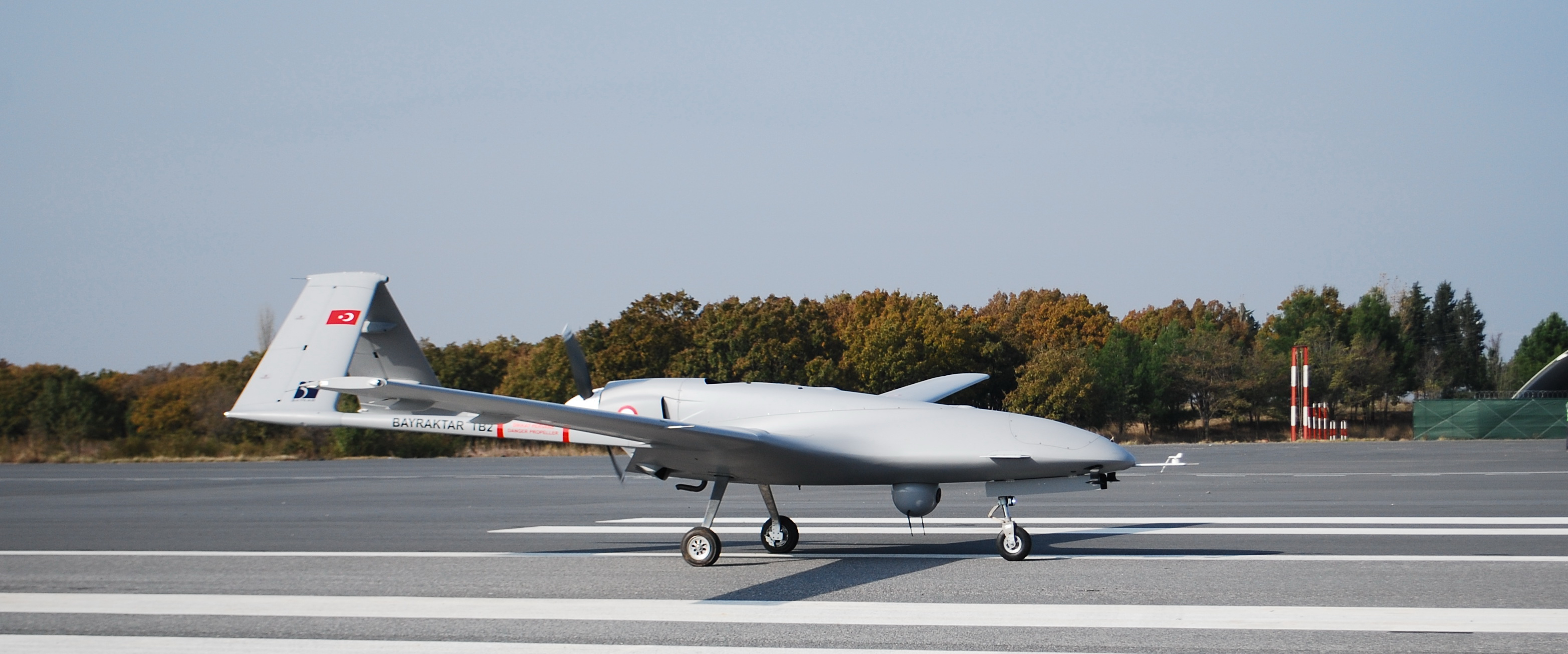
Um Bayraktar TB2 turco

Um veículo aéreo não tripulado de grande autonomia e média altitude opera em uma altitude de 10 mil pés (3 mil metros) até 30 mil pés (9 mil metros) por longos períodos de tempo, normalmente de 24 até 48 horas. Esta lista inclui veículos aéreos de combate não tripulados e veículos aéreos de vigilância e reconhecimento não tripulados.
| Modelo                        | Nacionalidade          |
| ----------------------------- | ---------------------- |
| Aeronautics Defense Dominator | Israel                 |
| ARP Atobá                     | Brasil                 |
| Baykar Bayraktar TB2          | Turquia                |
| DELAER RX-3                   | Grécia                 |
| Denel Dynamics Bateleur       | África do Sul          |
| DRDO Rustom                   | Índia                  |
| IAI Heron                     | Europa/Turquia         |
| EADS Talarion                 | Europa/Turquia         |
| Elbit Hermes 900              | Israel                 |
| Eurodrone                     | Europa                 |
| Falco Xplorer                 | Itália                 |
| General Atomics MQ-1 Predator | Estados Unidos         |
| HAI Pegasus II                | Grécia                 |
| HCUAV                         | Grécia                 |
| Hybrid Air Vehicles HAV-3     | Reino Unido            |
| Yabhon United 40              | Emirados Árabes Unidos |
| IAI Heron                     | Israel                 |
| IAIO Fotros                   | Irão                   |
| INTA Milano                   | Espanha                |
| Kronshtadt Orion              | Rússia                 |
| KAI KUS-FS                    | Coréia do Sul          |
| Northrop Grumman Firebird     | Estados Unidos         |
| Scaled Composites Model 395   | Estados Unidos         |
| Shahed 129                    | Irão                   |
| TAI Anka                      | Turquia                |
| Vestel Karayel                | Turquia                |
| Milkor 380                    | África do Sul          |